# Državna cesta D542
D542 je državna cesta u Hrvatskoj. Ukupna duljina iznosi 4,00 km.

## Naselja
- Kloštar